# Potamogeton × haynesii
Potamogeton × haynesii là một loài thực vật có hoa lai ghép trong họ Potamogetonaceae. Loài này được Hellq. & G.E.Crow miêu tả khoa học đầu tiên năm 1986.